# جان باتيست ماليت
جان باتيست ماليت (بالفرنسية: Jean-Baptiste Mallet)‏ هو رسام فرنسي، ولد في 1759 في غراس في فرنسا، وتوفي في 16 أغسطس 1835 في باريس في فرنسا.